# Bewerbungen für die Olympischen Winterspiele 2022
Am 6. Juni 2013 eröffnete das Internationale Olympische Komitee (IOC) die erste Phase des Bewerbungsverfahrens für die Ausrichtung der Olympischen Winterspiele 2022. Interessierte Städte mussten ihre Bewerbung bis spätestens 14. November 2013 beim IOC einreichen. Letztlich hielten nur die Städte Almaty und Peking ihre Bewerbung aufrecht.

## Abstimmung
Die Abstimmung über den Austragungsort fand auf der 128. IOC-Sitzung am 31. Juli 2015 in Kuala Lumpur statt, wobei sich Peking mit 44:40-Stimmen gegen die kasachische Stadt Almaty durchsetzte. Nachdem es beim ersten Wahldurchgang, an dem sich 89 von 100 IOC-Mitgliedern beteiligt hatten, technische Probleme gegeben hatte, wurde ein weiterer Durchgang durchgeführt, bei dem 85 Stimmen abgegeben wurden. IOC-Präsident Thomas Bach enthielt sich der Stimme.
| Stadt  | Staat               | Wahlergebnis |
| ------ | ------------------- | ------------ |
| Peking | Volksrepublik China | 44           |
| Almaty | Kasachstan          | 40           |

## Bewerberstädte

### Almaty, Kasachstan
Nachdem die Bewerbung der kasachischen Stadt Almaty um die Spiele 2014 nicht für die Endauswahl zugelassen worden war, folgte nun ein zweiter Anlauf. Im August 2013 war Almaty die erste Stadt, die ihre Kandidatur bekannt gab. Durch die Investitionen für die Winter-Asienspiele 2011 besitzt die Region eine gute Wintersportinfrastruktur.
Folgende Anlagen existieren bereits oder hätten nur noch modernisiert bzw. ausgebaut werden müssen:
Almaty
- Stadion für die Eröffnungs- und Schlussfeier
- Schanzen
- Biathlon- und Langlaufstadion
- Curlinghalle

Shymbulak
- Eisschnelllaufhalle
- Alpines Skigebiet

Tabagan
- Freestyle-Skiing- und Snowboardpark

Da für die Winter-Universiade 2017 weitere Sportstätten gebaut werden sollen, hätten für die Olympischen Spiele lediglich eine zusätzliche Arena für Eishockey und eine Bobbahn errichtet werden müssen.

### Peking, China
Peking hat sich am 5. November 2013 um die Ausrichtung der Olympischen Winterspiele 2022 beworben.
Die Schneewettbewerbe sollen im 160 km entfernten Zhangjiakou in der Provinz Hebei stattfinden.
Dort gibt es ein großes Skigebiet.
In Peking sind hingegen alle Eiswettbewerbe geplant.
Eine noch zu bauende Hochgeschwindigkeits-Eisenbahnstrecke soll die Reisezeit zwischen Peking und Zhangjiakou auf 40 Minuten verkürzen.
Peking war bereits Gastgeberstadt der Olympischen Sommerspiele 2008.
Folgende Anlagen existieren bereits und müssen nur modernisiert bzw. ausgebaut werden:
- Peking
  - Stadion für die Eröffnungs- und Schlussfeier
  - Eiskunstlauf- und Shorttrackhalle
  - Primäre Eishockeyhalle
  - Sekundäre Eishockeyhalle
  - Curlinghalle

- Zhangjiakou
  - Alpines Skigebiet

## Abgebrochene oder nicht eingereichte Bewerbungen
Sieben von insgesamt neun Bewerberstädten zogen ihre angekündigten Bewerbungen wieder zurück. In allen Fällen scheiterten sie an zu hohen Kostenerwartungen, oder wurden von der Bevölkerung in Volksabstimmungen und Umfragen überwiegend abgelehnt.

### Barcelona, Spanien
Ursprünglich gab es in Spanien zwei Interessenten für die Austragung Olympischer Winterspiele: Saragossa in Aragonien und Barcelona in Katalonien. Zaragoza hatte sich jedoch bereits aus finanziellen Gründen zurückgezogen. Die Eiswettbewerbe wären in Barcelona, die Schneewettbewerbe in den Pyrenäen in der Provinz Girona ausgetragen worden. Am 17. Oktober 2013 wurde bekannt, dass die katalanische Metropole Barcelona nach Aussage von Bürgermeister Xavier Trias auf eine Kandidatur verzichtet. Grund sei die Kürzung von staatlichen Geldern. Barcelona war bereits Austragungsort der Olympischen Sommerspiele 1992.

### Krakau, Polen
Im Oktober 2012 erklärte Krakau, sich gemeinsam mit Zakopane für die Ausrichtung der Olympischen Winterspiele 2022 zu bewerben. Die offizielle Bewerbung sollte Ende 2013 gemeinsam mit der Slowakei erfolgen, da dort z. B. das alpine Skirennen geplant war.
Am 25. Mai 2014 stimmten 69,7 % der Bürger von Krakau bei einem Referendum gegen die Ausrichtung der Winterspiele. Die Wahlbeteiligung lag bei 36 %, die Entscheidung ist somit gültig.
Folgende Anlagen existieren bereits vor der Bewerbung und hätten nur modernisiert bzw. ausgebaut werden müssen:
Krakau
- Stadion für die Eröffnungs- und Schlussfeier
- Halle für Eiskunstlauf und Short Track[10]

Zakopane
- Großschanze
- Normalschanze
- Langlaufzentrum

### Lemberg, Ukraine
Auch Lemberg bewarb sich um die Austragung der Olympischen Winterspiele 2022. Am 30. Juni 2014 gab man in der Ukraine bekannt, dass die Bewerbung aufgrund der wirtschaftlichen und politischen Situation im Land zurückgezogen wird.
Im Gebirge gibt es zahlreiche Sportstätten, z. B. ein Biathlonstadion und eine Normalschanze.
Lemberg
- Stadion für die Eröffnungs- und Schlussfeier

Tysovets
- Normalschanze
- Biathlonstadion

### München, Deutschland

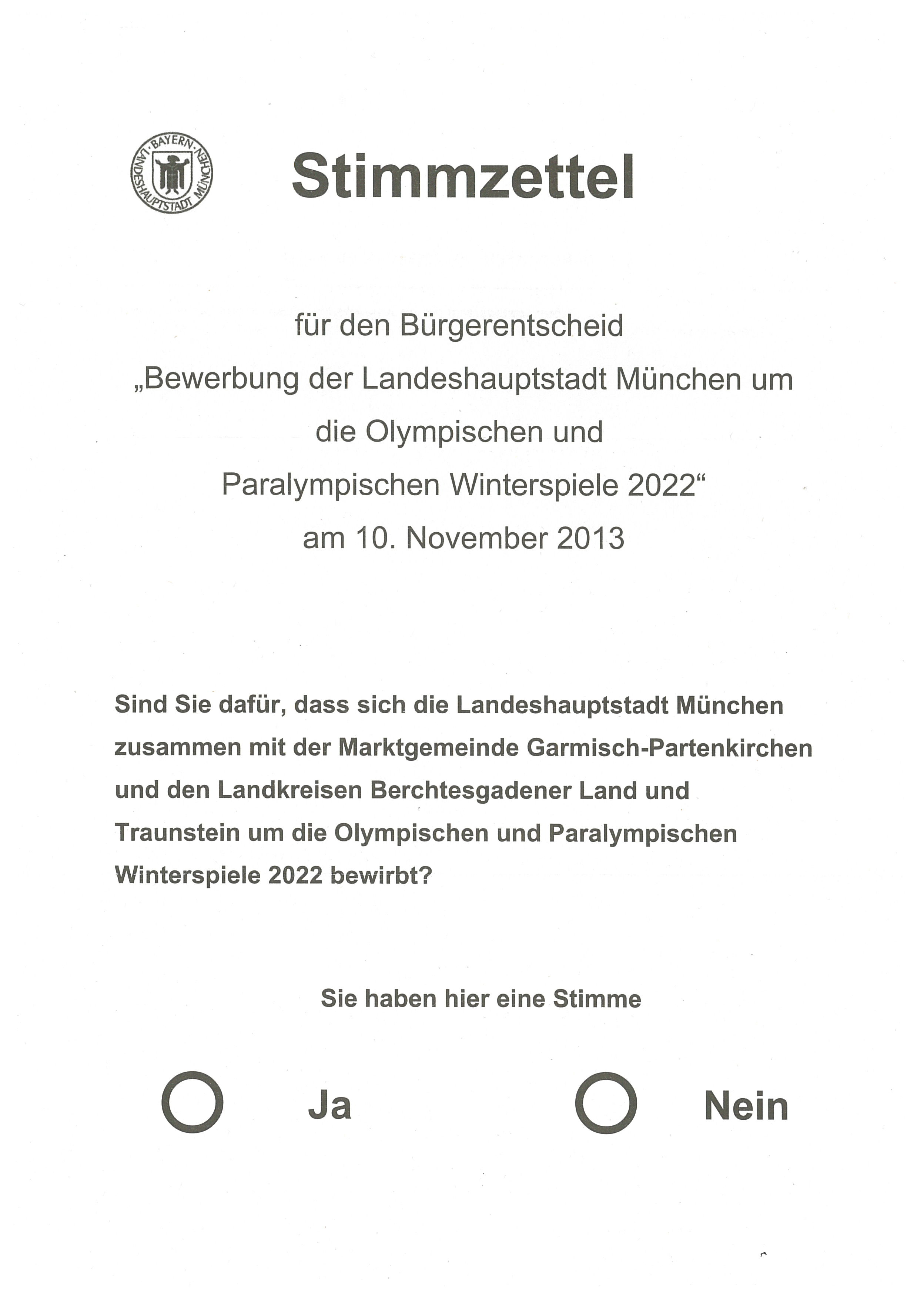
Stimmzettel zum Bürgerentscheid am 10. November 2013 in München

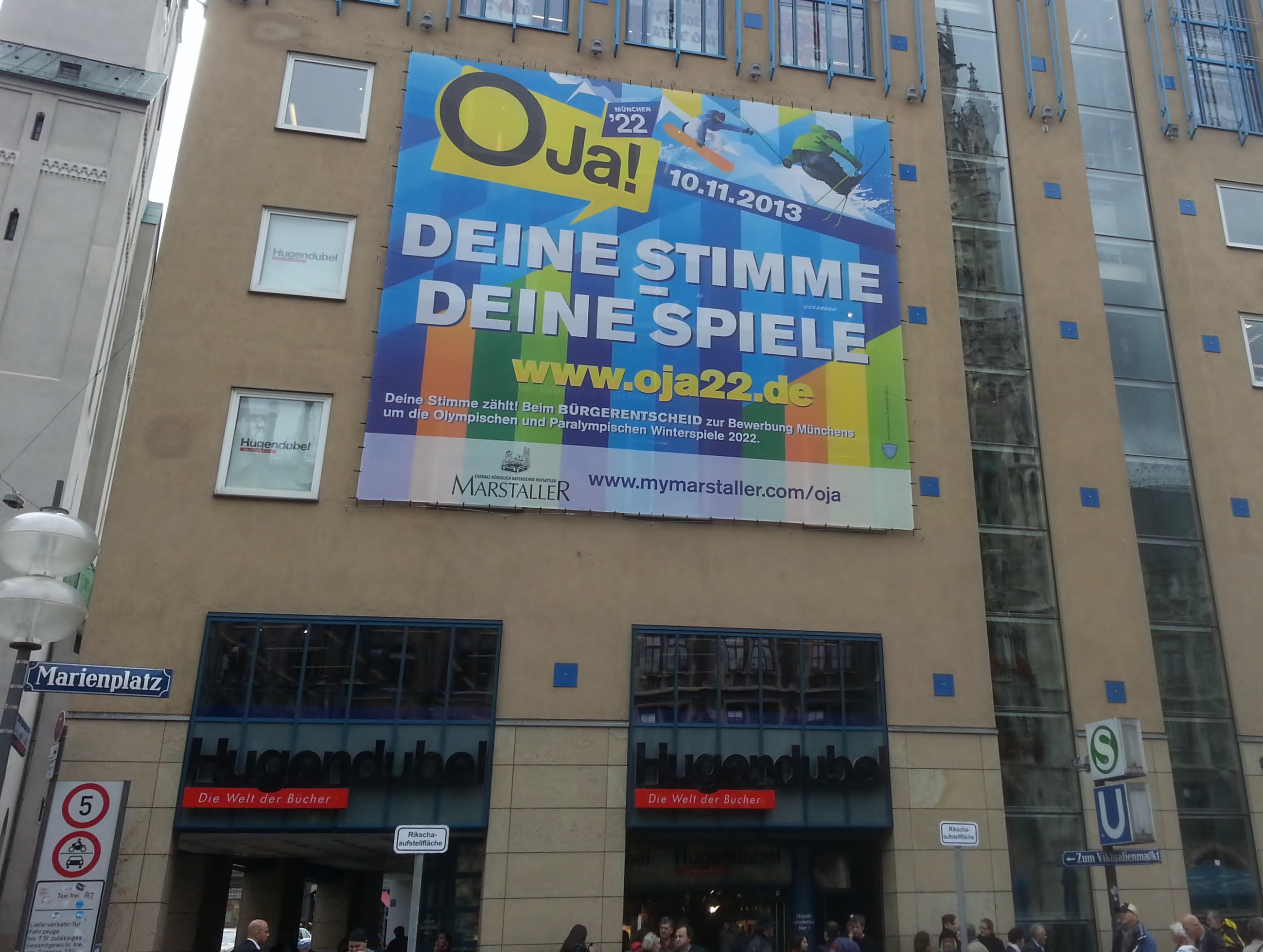
Werbung von Befürwortern der Olympischen Spiele am Marienplatz

Nachdem München bei der Wahl für die Olympischen Winterspiele 2018 unterlegen war, scheiterte eine Bewerbung für 2022 am 10. November 2013, als bei allen vier durchgeführten Bürgerentscheiden die nötige Mehrheit nicht erreicht wurde.
| Gemeinde/Landkreis             | Gegenstimmen in % | Beteiligung in % |
| ------------------------------ | ----------------- | ---------------- |
| München                        | 52,10             | 28,9             |
| Garmisch-Partenkirchen         | 51,56             | 55,80            |
| Landkreis Traunstein           | 59,67             | 39,98            |
| Landkreis Berchtesgadener Land | 54,10             | 38,25            |

München wollte sich zunächst nach einer Entscheidung des DOSB für 2022 bis auf Weiteres nicht bewerben. Nach dem Verzicht der favorisierten USA entfachten sich jedoch wieder die Überlegungen über eine mögliche Kandidatur 2022. Am 5. Juni 2013 beauftragte der Münchner Stadtrat die Verwaltung damit, das bei der vorangegangenen Bewerbung gescheiterte Konzept im Hinblick auf eine Kandidatur für 2022 nachzubessern („zu optimieren“). Gleichzeitig beschloss er die Durchführung eines Bürgerentscheids am 10. November 2013 und machte eine Bewerbung von der Zustimmung der Bevölkerung abhängig. Der Abstimmungsbenachrichtigung wurde eine Stimmempfehlung der Ratsmehrheit beigelegt; die Argumente der Bewerbungsgegner wurden nicht erwähnt. Die Deutsche Bahn warb in S-Bahn-Zügen mit Lautsprecherdurchsagen für Zustimmung zur Olympiabewerbung.
Mit der Beteiligung von Ruhpolding sollten auch die dort bereits bestehenden Sportstätten in das Veranstaltungskonzept einbezogen werden. Nach der Bewerbung um die Winterspiele 2018, bei der mit Garmisch-Partenkirchen und Schönau am Königssee zwei weitere Veranstaltungsorte vorgesehen waren, wollte München in die Bewerbung um die Winterspiele 2022 mit drei Wintersportregionen gehen.
Am 30. September 2013 stimmte der DOSB der Bewerbung von München für 2022 zu. Nach dem zuletzt aktuellen Konzept wurden die Gesamtkosten mit 3,3 Milliarden Euro beziffert, wovon 1,5 Milliarden als Veranstaltungbudget und 1,8 Milliarden für Bauinvestitionen vorgesehen waren.
Eine Vergabe der Olympischen Spiele an die Stadt München hätte außerdem daran scheitern können, dass die Bundesrepublik Deutschland nicht den vom IOC für die Vergabe von Olympischen Spielen vorausgesetzten Schutz des olympischen Emblems und der olympischen Bezeichnungen garantieren kann. Am 1. Juli 2004 ist zwar das Gesetz zum Schutz des olympischen Emblems und der olympischen Bezeichnungen (Olympiaschutzgesetz – OlympSchG) in Kraft getreten, dessen Gegenstand der Schutz des olympischen Emblems und der olympischen Bezeichnungen in der Bundesrepublik Deutschland ist. Damals war beim Bundesgerichtshof unter dem Aktenzeichen I ZR 131/13 ein Revisionsverfahren anhängig, in dem der Bundesgerichtshof zu prüfen hatte, ob die Werbung mit „Olympischen Preisen“ und einem „Olympia-Rabatt“ gegen § 3 des OlympSchG verstößt, sondern auch, ob das OlympSchG als solches verfassungsgemäß ist.
Am 15. Mai 2014 hat der Bundesgerichtshof der Revision stattgegeben und das Verfahren an das  Berufungsgericht zurückverwiesen. Der BGH kam zu dem Schluss: „Die Verwendung der Aussagen ‚Olympische Preise‘ und ‚Olympia-Rabatt‘ als solche stellt keine unlautere Ausnutzung der Wertschätzung der Olympischen Spiele oder der Olympischen Bewegung dar.“

### St. Moritz, Schweiz
Bei einem nationalen Vorausscheid am 11. August 2011 setzten sich Davos und St. Moritz mit 8:4 gegen Genf durch. St. Moritz war bereits 1928 und 1948 Gastgeber von Olympischen Winterspielen. Ab Dezember 2011 wurde das Vorhaben nicht mehr unter dem Namen Davos/St. Moritz beworben, sondern nur noch im Namen von St. Moritz. Voraussetzung für eine offizielle Kandidatur wäre die Annahme durch die Bündner Stimmbevölkerung gewesen.
Am 3. März 2013 stimmten zwar die Bürger von St. Moritz mit 1153:716 und Davos mit 2749:2079 der kantonalen Vorlage Olympische Winterspiele 2022 in Graubünden deutlich zu, der Kanton Graubünden insgesamt lehnte den Kredit für die Kandidatur allerdings mit 41.758 zu 37.540 Stimmen ab (52,66 % zu 47,43 %). Damit ist das Projekt Olympia 2022 gescheitert.
Folgende Anlagen existieren bereits oder hätten nur modernisiert bzw. ausgebaut werden müssen:
Davos
- Eisstadion
- Freestyle-Skiing- und Snowboardpark
- Langlaufstadion

St. Moritz
- Normalschanze
- Bobbahn
- Alpines Skigebiet

### Stockholm, Schweden
Die schwedische Hauptstadt Stockholm bewarb sich gemeinsam mit der Stadt Åre um die Austragung der Olympischen Winterspiele 2022. In Åre finden bereits regelmäßig Alpine Skiweltcups der Frauen im Slalom und im Riesenslalom statt. Am 17. Januar 2014 gab Bürgermeister Sten Nordin bekannt, dass Stockholm seine Bewerbung zurückzieht. Die Stockholmer Bewerbung scheiterte am Widerstand der Bevölkerung sowie Teilen der Politik. Als Grund wurden Sorgen vor zu hohen Kosten angeführt.
Stockholm war bereits Gastgeberstadt der Olympischen Sommerspiele 1912 gewesen.
Folgende Anlagen existieren bereits oder hätten nur modernisiert bzw. ausgebaut werden müssen:
Stockholm
- Stadion für die Eröffnungs- und Schlussfeier
- Eiskunstlauf- und Shorttrackhalle
- Curlinghalle
- Eishockeyhalle
- Stadion für die Sprint-Wettbewerbe im Langlauf

Åre
- Alpines Skigebiet

### Oslo, Norwegen
Nachdem Oslo die Nordische Ski-WM 2011 erfolgreich durchgeführt hatte, dachte man in der Stadt über eine Bewerbung für Olympia 2022 nach. Am 5. Juni 2013 entschied sich der Stadtrat für die Kandidatur. Bei der Volksbefragung für die Olympischen Winterspiele am 9. September 2013 stimmten 53,45 Prozent der Osloer Bevölkerung für eine Kandidatur. Das Ergebnis des Bürgervotums war jedoch nicht bindend.
Am 1. Oktober 2014 entschied sich die Regierung um Ministerpräsidentin Erna Solberg dagegen, die für eine Bewerbung nötige Summe an Staatsgarantien von umgerechnet mindestens 3,04 Milliarden Euro bereitzustellen, sodass auch Oslo aus dem Bewerberkreis ausschied. Bei dieser Entscheidung soll auch die lange Liste der Sonderwünsche (beispielsweise Empfang beim König, eigene Fahrspuren auf den Straßen, kostspieliges Handy für jedes Mitglied, Verpflegung rund um die Uhr) von Seiten der IOC-Mitglieder eine Rolle gespielt haben. Eli Grimsby, Direktorin des norwegischen Organisationskomitees, hatte die Meinung vertreten, die IOC-Mitglieder sollten ihre Kosten selbst tragen und ansonsten dieselbe Behandlung wie die Sportler erfahren. Oslo richtete bereits die Olympischen Winterspiele 1952 aus.
Folgende Anlagen existieren bereits oder hätten nur modernisiert bzw. ausgebaut werden müssen:
Oslo
- Biathlon- und Langlaufstadion
- Großschanze
- Normalschanze
- Freestyle-Skiing- und Snowboardpark
- Eiskunstlauf- und Shorttrackhalle

Ringebu
- Alpines Skigebiet für Abfahrt, Kombination und Super-G

Øyer
- Alpines Skigebiet für Riesenslalom und Slalom

Lillehammer
- Olympiske Bob- og Akebane

### Weitere Städte
- Sarajevo, Bosnien und Herzegowina
- Québec, Kanada
- Santiago de Chile, Chile
- Nizza, Frankreich
- Tahkovuori; Kuopio; Helsinki, Finnland
- Östersund, Schweden
- Queenstown; Christchurch, Neuseeland